# Нікола Сансоне
Нікола Сансоне (італ. Nicola Sansone, нар. 10 вересня 1991, Мюнхен) — італійський футболіст, нападник клубу «Лечче», що грав за національну збірну Італії.

## Клубна кар'єра
Народився 10 вересня 1991 року в Мюнхені в родині імігрантів з італійського містечка Нові-Велія. Розпочав займатись футболом в клубі «Нойперлах», з якого в одинадцять років перейшов у «Баварію», з якою пройшов усі щаблі підготовки. Дебютував за дубль «Баварії» 6 лютого 2010 року в матчі Третьої ліги проти «Динамо» (Дрезден), вийшовши на заміну на 56 хвилині замість Давіда Алаби. Після цього він провів ще три гри за другу команду в сезоні 2009/10, і став основним гравцем команди протягом сезону 2010/11, провівши 28 матчів, в яких забив 2 голи. Крім того Сансоне потрапляв в заявку на матч основної команди, але так за неї ніколи і не дебютував. В червні 2011 року, після того як «Баварія» II вилетіла з Третьої ліги, покинув клуб.
Влітку 2011 року на правах вільного агента підписав контракт з «Пармою», яка відразу віддала його в оренду в «Кротоне» з Серії Б, де він за сезон 2011/12 провів 35 ігор і забив 5 голів. Також забив гол в єдиному матчі своєї команди на Кубок Італії, який «Кротоне» програв з рахунком 2:4 «Болоньї».
Перед початком сезону 2012/13 Сансоне повернувся в «Парму» і дебютував в Серії А 26 вересня в 5 турі в грі проти «Дженоа» (1:1), замінивши на 80 хвилині Марко Пароло. У наступному матчі Сансоне забив свій перший гол в італійському вищому дивізіоні, вразивши ворота Жан-Франсуа Жилле з «Торіно». 8 грудня 2013 року забив свій перший дубль у кар'єрі в матчі чемпіонату проти «Інтернаціонале» (3-3).
21 січня 2014 року Сансоне підписав контракт з «Сассуоло». 26 січня дебютував у новому клубі в матчі чемпіонату проти «Ліворно» (1:3). 16 березня 2014 року забив свій перший гол за «Сассуоло» в матчі проти «Катанії» (3:1). 6 квітня 2014 року відзначився дублем у матчі чемпіонат проти «Аталанти». У сезоні 2014/15 був твердим гравцем основного складу, провівши на полі 35 ігор в рамках чемпіонату. Загалом за три сезони відіграв за команду із Сассуоло 83 матчі в національному чемпіонаті.
У серпні 2016 року уклав п'ятирічний контракт з іспанським «Вільярреалом». Протягом свого першого сезону в Іспанії був одним з основних нападників команди, проте згодом почав отримувати менше ігрового часу і на початку 2019 року повернувся до Італії, ставши на умовах оренди гравцем «Болоньї». Влітку того ж року італійський клуб викупив контракт гравця, що передбачалося орендною угодою. Загалом за чотири з половиною сезони провів за «Болонью» 125 ігор усіх турнірів, забивши 15 голів. Влітку 2023 року залишив команду на правах вільного агента.
У серпні 2023 року Нікола сансоне на правах вільного агента приєднався до клубу Серії А «Лечче».

## Виступи за збірні
2007 року дебютував у складі юнацької збірної Італії, взяв участь у 7 іграх на юнацькому рівні, відзначившись одним забитим голом.
Протягом 2012—2013 років залучався до складу молодіжної збірної Італії. У 2013 році виступав на молодіжному чемпіонаті Європи, де провів 3 гри і став срібним призером. У фіналі італійці поступилися збірній Іспанії з рахунком 2:4. Всього на молодіжному рівні зіграв у 9 офіційних матчах.
16 червня 2015 року дебютував в офіційних матчах у складі національної збірної Італії в товариській зустрічі зі збірною Португалії (0:1). Загалом за два роки провів у формі головної команди країни 3 матчі.
| Дата       | Місто  | Господарі          | Результат | Гості      | Турнір            | Голи | Примітки |
| ---------- | ------ | ------------------ | --------- | ---------- | ----------------- | ---- | -------- |
| 16-6-2015  | Женева | Італія             | 0 – 1     | Португалія | товариський матч  | -    | 68'      |
| 9-10-2016  | Скоп'є | Північна Македонія | 2 – 3     | Італія     | Відбір до ЧС 2018 | -    | 64'      |
| 15-11-2016 | Мілан  | Італія             | 0 – 0     | Німеччина  | товариський матч  | -    | 88'      |
| Усього     |        | Матчів             | 3         |            | Голів             | 0    |          |